# Ian Browne
Ian Sterry Browne, também "Joey" Browne (22 de junho de 1931 - 24 de junho de 2023), foi um ciclista australiano, especialista em provas de ciclismo de pista.
Ele participou nos Jogos Olímpicos de 1956 em Melbourne, onde foi o vencedor e recebeu a medalha de ouro competindo no tandem, fazendo par com Tony Marchant.